# Charles-André Merda
Charles-André Merda dit Méda, né le 11 janvier 1773 à Paris et mort le 8 septembre 1812 pendant la campagne de Russie, est un militaire français du Premier Empire. Il est connu pour être l'auteur présumé du coup de feu contre Maximilien de Robespierre lors de l'arrestation de ce dernier dans la nuit du 27 au 28 juillet 1794. 

## Biographie

### Des origines à la Révolution française

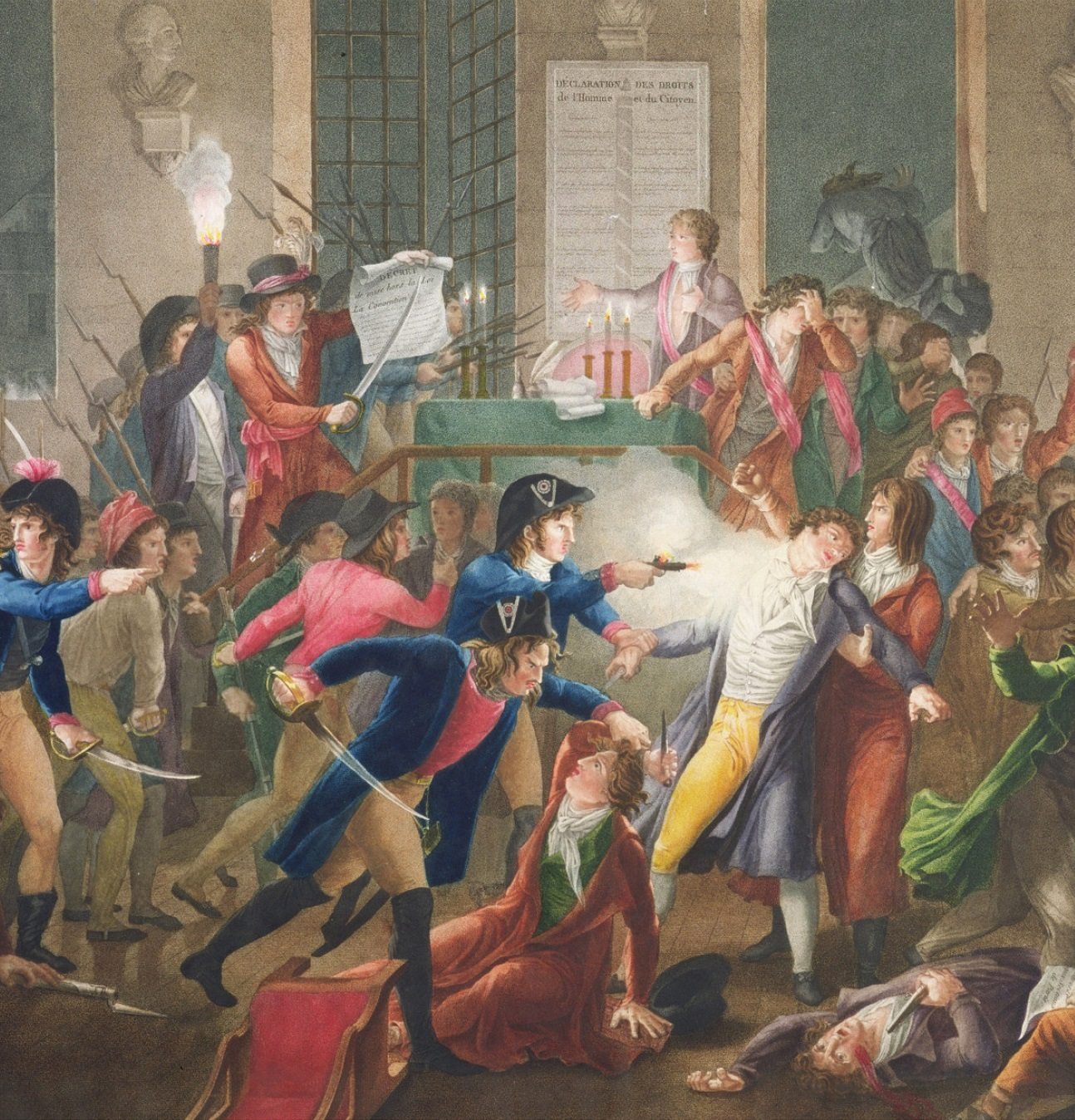
Arrestation des robespierristes. Au centre de l'image, le gendarme Merda tire sur Robespierre. Lithographie de Jean-Joseph-François Tassaert d'après Fulchran-Jean Harriet, Musée Carnavalet (Paris).

Issu d'une famille de commerçants parisiens, Merda entre dans la garde nationale parisienne en septembre 1789. Il aurait été de garde aux Tuileries lors de la journée du 20 juin 1792. Gendarme dans l'escadron des hommes du 14 juillet après le 10 août 1792, il participe à l'arrestation de Maximilien de Robespierre et de Georges Couthon la nuit du 27 au 28 juillet 1794 (9 au 10 thermidor an II), et revendique le coup de pistolet qui casse la mâchoire de l'Incorruptible, proclamé tyran la veille par la Convention.
Les témoins et les historiens mettent cependant ce fait en doute, l'hypothèse d'une tentative de suicide n'étant pas à écarter. Il fait valoir ce « fait d'armes » pour obtenir un avancement. La Convention constate son intervention (et ses blessures et meurtrissures) par un procès-verbal du 10 thermidor An II, puis le nomme sous-lieutenant au 5e régiment de chasseurs à cheval par un autre procès-verbal le 25 thermidor an II.
Il est promu capitaine dans le 12e chasseurs à cheval en l'an V.

### Sous le Consulat et l'Empire
Nommé au 10e régiment de chasseurs à cheval en l'an VIII, il est chef d'escadron adjoint en l'an IX, puis chef d'escadron au 7e régiment de hussards en l'an X. Chevalier de la Légion d'honneur en 1804 puis officier en 1807, il est fait baron Méda et de l'Empire (décret du 2 juillet 1808 et lettre patente du 16 septembre 1810). Il transforme alors son nom en Méda. 
Colonel du 1er régiment de chasseurs à cheval le 14 mai 1807, il prend part, avec son régiment, à la campagne de 1809 au sein de la division du général Montbrun. L'historien Alain Pigeard dresse de lui le portrait suivant :

« Bien de sa personne, élégant cavalier, doux et aimable, son caractère va se dégrader avec le temps et en faire un personnage bougon, grognon et morose. […] Il ne prend aucune distraction. Bon et brave cavalier, la paperasserie n'est pas son fort comme le prouve un courrier adressé le 23 avril 1809 dans lequel il demande de ne pas laisser partir son quartier-maître tant que la comptabilité du régiment n'est pas arrêtée. »

Lors de la campagne de Russie en 1812, ses cavaliers font partie de la division du général Bruyère. Il est mortellement blessé par un boulet de canon le 5 septembre 1812, deux jours avant la bataille de la Moskova, et succombe à ses blessures le 8. Sa dépouille est enterrée dans une église locale qui est rasée au milieu du XXe siècle.

## Armoiries
Armoiries du Baron Méda : parti d’or et de gueules coupé de sinople ; l’or chargé de trois étoiles de sable posées deux et une ; le gueules chargé du signe des barons militaires ; et le sinople d’un griffon passant portant quatre étendards, le tout d’or. Pour livrées : jaune, blanc, rouge, et vert, le vert dans les bordures seulement.

## Famille
Sa cousine Paméla Marqfoy épouse en 1814 Achille Libéral Treilhard, et postérité.